# Dmitri Wiktorowitsch Kratkow
Dmitri Wiktorowitsch Kratkow (russisch Дмитрий Викторович Кратков; * 15. Januar 2002 in Stawropol) ist ein russischer Fußballspieler.

## Karriere

### Verein
Kratkow begann seine Karriere beim FK Krasnodar. Im April 2019 spielte er erstmals für die dritte Mannschaft Krasnodars in der Perwenstwo PFL. Dies blieb zugleich sein einziger Saisoneinsatz in der PFL. In der Saison 2019/20 spielte siebenmal in der dritten Liga. In der Saison 2020/21 spielte er ausschließlich für die U-19-Mannschaft. Zur Saison 2021/22 rückte er in den Kader der zweiten Mannschaft und debütierte dann im Juli 2021 gegen Alanija Wladikawkas in der Perwenstwo FNL. Bis Saisonende kam er zu zwölf Zweitligaeinsätzen.
Im Juli 2022 debütierte Kratkow bei seinem Kaderdebüt für die erste Mannschaft Krasnodars gegen Ural Jekaterinburg in der Premjer-Liga.

### Nationalmannschaft
Kratkow spielte zwischen 2017 und 2019 29 Mal für russische Jugendnationalauswahlen. Mit der U-17-Auswahl nahm er 2019 an der EM teil. Bei dieser kam er zu zwei Einsätzen, mit den Russen schied er punktelos in der Gruppenphase aus.